# Leichtathletik-Weltmeisterschaften 1997/4 × 100 m der Frauen
Die 4-mal-100-Meter-Staffel der Frauen bei den Leichtathletik-Weltmeisterschaften 1997 wurde am 8. und 9. August 1997 im Olympiastadion der griechischen Hauptstadt Athen ausgetragen.
Weltmeister wurden die Vereinigten Staaten in der Besetzung Chryste Gaines, Marion Jones, Inger Miller und Gail Devers.

Den zweiten Platz belegte Jamaika (Beverly McDonald, Merlene Frazer, Juliet Cuthbert, Beverly Grant).

Bronze ging an Frankreich mit Patricia Girard (Finale), Christine Arron. Delphine Combe und Sylviane Félix sowie der im Vorlauf außerdem eingesetzten Frédérique Bangué.
Auch die nur im Vorlauf in der französischen Staffel eingesetzte Frédérique Bangué erhielt eine Bronzemedaille. Der Landesrekord stand dagegen nur den tatsächlich laufenden Athletinnen zu.

## Rekorde

### Bestehende Rekorde
| Weltrekord | 41,37 s | DDR (Silke Gladisch, Sabine Rieger, Ingrid Auerswald, Marlies Göhr)                   | Canberra, Australien              | 6. Oktober 1985 |
| WM-Rekord  | 41,49 s | Russland (Olga Bogoslowskaja, Galina Maltschugina, Natalja Woronowa, Irina Priwalowa) | WM 1993 in Stuttgart, Deutschland | 22. August 1993 |
| WM-Rekord  | 41,49 s | USA (Michelle Finn, Gwen Torrence, Wendy Vereen, Gail Devers)                         | WM 1993 in Stuttgart, Deutschland | 22. August 1993 |

### Rekordverbesserung
Die Weltmeisterstaffel der Vereinigten Staaten verbesserte den bestehenden WM-Rekord in der Besetzung Chryste Gaines, Marion Jones, Inger Miller und Gail Devers im Finale am 9. August um zwei Hundertstelsekunden auf 41,47 s.
Außerdem wurden folgende weitere Rekorde aufgestellt.
- Kontinentalrekord:
  - 42,42 s, Asienrekord – Volksrepublik China (Pei Fang, Yan Jiankui, Liu Xiaomei, Li Xuemei), 2. Vorlauf am 8. August
- Landesrekorde:
  - 42,53 s – Frankreich (Frédérique Bangué, Christine Arron, Delphine Combe, Sylviane Félix), 1. Vorlauf am 8. August
  - 43,89 s – Brasilien (Rita Gomes, Kátia dos Santos, Cleide Amaral, Lucimar Aparecida de Moura), 1. Vorlauf am 8. August
  - 42,21 s – Frankreich (Patricia Girard, Christine Arron, Delphine Combe, Sylviane Félix), Finale am 9. August

## Vorrunde
Die Vorrunde wurde in zwei Läufen durchgeführt. Die ersten drei Staffeln pro Lauf – hellblau unterlegt – sowie die darüber hinaus zwei zeitschnellsten Teams – hellgrün unterlegt – qualifizierten sich für das Finale.

### Vorlauf 1
8. August 1997, 20:20 Uhr
| Platz | Staffel      | Besetzung                                                                 | Zeit (s)                      |
| ----- | ------------ | ------------------------------------------------------------------------- | ----------------------------- |
| 1     | USA          | Chryste Gaines Marion Jones Inger Miller Gail Devers                      | 41,42 WL                      |
| 2     | Frankreich   | Frédérique Bangué (Vorlauf) Christine Arron Delphine Combe Sylviane Félix | 42,53 NR                      |
| 3     | Nigeria      | Beatrice Utondu Endurance Ojokolo Angela Atede Chioma Ajunwa (Vorlauf)    | 43,00                         |
| 4     | Griechenland | Maria Tsoni Katerina Koffa Marina Vasarmidou Ekaterini Thánou             | 43,15                         |
| 5     | Australien   | Nova Peris-Kneebone Lauren Hewitt Melinda Gainsford-Taylor Cathy Freeman  | 43,21                         |
| 6     | Brasilien    | Rita Gomes Kátia dos Santos Cleide Amaral Lucimar Aparecida de Moura      | 43,89 NR                      |
| 7     | Italien      | Elena Sordelli Giada Gallina Manuela Grillo Manuela Levorato              | 44,16                         |
| DSQ   | Ukraine      | Oksana Guskova Viktoria Fomenko Iryna Pucha Anschela Krawtschenko         | IAAF Rule 170.7 Wechselfehler |

### Vorlauf 2
8. August 1997, 20:30 Uhr
| Platz | Staffel             | Besetzung                                                                      | Zeit (s) |
| ----- | ------------------- | ------------------------------------------------------------------------------ | -------- |
| 1     | Bahamas             | Eldece Clarke Savatheda Fynes Debbie Ferguson Pauline Davis                    | 42,19    |
| 2     | Jamaika             | Beverly McDonald Merlene Frazer Juliet Cuthbert Beverly Grant                  | 42,31    |
| 3     | Deutschland         | Melanie Paschke Esther Möller Birgit Rockmeier Andrea Philipp                  | 42,51    |
| 4     | Russland            | Olga Powtarjowa Galina Maltschugina Marina Trandenkowa Jekaterina Leschtschowa | 42,69    |
| 5     | Volksrepublik China | Pei Fang Yan Jiankui Liu Xiaomei Li Xuemei                                     | 42,92 AS |
| 6     | Kolumbien           | Sandra Borrero Felipa Palacios Patricia Rodríguez Mirtha Brock                 | 43,51    |
| 7     | Finnland            | Sanna Koivisto Johanna Manninen Sanna Hernesniemi Anu Pirttimaa                | 44,08    |
| 8     | Japan               | Hideko Kijinami Kaori Yoshida Toshie Iwamoto Motoka Arai                       | 44,56    |

## Finale
9. August 1997, 21:10 Uhr
| Platz | Staffel             | Besetzung | Zeit (s) |
| ----- | ------------------- | --- | -------- |
| 1     | USA                 | Chryste Gaines Marion Jones Inger Miller Gail Devers                                                          | 41,47 CR |
| 2     | Jamaika             | Beverly McDonald Merlene Frazer Juliet Cuthbert Beverly Grant                                                 | 42,10    |
| 3     | Frankreich          | Patricia Girard (Finale) Christine Arron Delphine Combe Sylviane Félix im Vorlauf außerdem: Frédérique Bangué | 42,21 NR |
| 4     | Deutschland         | Melanie Paschke Esther Möller Birgit Rockmeier Andrea Philipp                                                 | 42,44    |
| 5     | Russland            | Olga Powtarjowa Galina Maltschugina Marina Trandenkowa Jekaterina Leschtschowa                                | 42,50    |
| 6     | Bahamas             | Eldece Clarke Savatheda Fynes Debbie Ferguson Pauline Davis                                                   | 42,77    |
| 7     | Nigeria             | Beatrice Utondu Endurance Ojokolo Angela Atede Falilat Ogunkoya (Finale) im Vorlauf außerdem: Chioma Ajunwa   | 43,27    |
| 8     | Volksrepublik China | Pei Fang Yan Jiankui Liu Xiaomei Li Xuemei                                                                    | 43,32    |

## Video
- 1997 World Champs 4x100m women American Record auf youtube.com, abgerufen am 3. Juli 2020